# Fort Leavenworth
Le Fort Leavenworth est un complexe militaire de l'United States Army dans le comté de Leavenworth au Kansas situé juste au nord de la ville de Leavenworth, dans la partie du nord-est de l'État. C'est également le plus ancien poste de l'armée américaine à l'ouest du Mississippi encore en fonction (depuis plus de 170 ans). Le Fort Leavenworth est historiquement connu comme étant le « centre intellectuel de l'Armée ».
Durant la période d'expansion des États-Unis vers l'ouest de l'Amérique du Nord, le fort fut un point de passage important pour de nombreux soldats et colons. Le site du fort s'étend sur 23 km2 et dispose d'une surface construite de 650 000 m2 répartis dans 1 000 bâtiments et 1 500 quartiers.

## Histoire
Le fort est localisé juste au nord du lieu où se trouvait le fort français dénommé Fort Cavagnial. Ce dernier était le fort situé le plus à l'ouest de la Louisiane française. Il a été dirigé par le commandant François Coulon de Villiers, le frère de Louis Coulon de Villiers qui fut le seul commandant militaire à avoir forcé George Washington à se rendre lors de la guerre de la Conquête (épisode de la guerre de Sept Ans). La France abandonna le fort après avoir cédé le territoire de la Louisiane à l'Espagne à la fin de la guerre. L'expédition Lewis et Clark visita l'ancien fort le 2 juillet 1804 et Stephen Harriman Long le visita également en 1819.
Le colonel Henry Leavenworth et ses hommes du Troisième régiment d'infanterie de l'armée américaine construisirent le fort Leavenworth en 1827 dans le but de créer un lieu fortifié avancé sur la route de Santa Fe. En 1881, le général  William T. Sherman y a établi une école d'infanterie et de cavalerie. Cette école militaire est devenue par la suite le Command and General Staff College. L'école verra passer des élèves célèbres comme Dwight D. Eisenhower, Omar Bradley et George S. Patton. La mère du président Barack Obama est née dans le fort durant la Seconde Guerre mondiale alors que le père de celui-ci était stationné dans le complexe[pas clair]. Le lieu fut déclaré National Historic Landmark en 1960. La base a également accueilli un terrain d'aviation.
Fort Leavenworth est situé le long de la route touristique Frontier Military Scenic Byway.